# Ivan Scalfarotto
Ivan Scalfarotto, né le 16 août 1965 à Pescara, est une personnalité politique italienne, membre du parti Italia Viva. 
De 2019 à 2021, il est secrétaire d'État aux Affaires étrangères et à la Coopération internationale dans le gouvernement de Giuseppe Conte.

## Biographie

### Jeunesse
Alors qu’il a trois ans, sa famille déménage à Foggia. C’est là qu’il est élu pour la première fois, au poste de conseiller municipal, avec les Verts. Après des études de droit, il travaille pour la Banque commerciale italienne, et se déplace entre Barletta, Viareggio, Padoue, Monza ou encore Biella. Il rejoint en 1992 la direction centrale de la banque, à Milan, avant de rejoindre en 1995 la Banco Ambrosiano Veneto. Après plusieurs expériences dans ce domaine, il rejoint en 2002 la direction des ressources humaines de Citigroup à Londres.

### Lettre àLa Repubblica
En 1996, il publie dans La Repubblica une lettre exprimant sa déception et sa désillusion par rapport aux attentes qu’il avait de la part du premier gouvernement Prodi. Sa démarche ne passe pas inaperçue, et récolte une certaine adhésion. En conséquence, Romano Prodi et Walter Veltroni l’appellent pour en savoir plus. 
Cinq ans plus tard, en 2001, il fonde le mouvement "Adoptons la Constitution", pour la protéger.

### Carrière politique
Candidat lors des  élections générales italiennes de 2013 sur la liste du Parti démocrate dans les Pouilles, Ivan Scalfarotto est élu député à la Camera dei deputati. Il devient secrétaire d'État du gouvernement Renzi en février 2014 et est confirmé en décembre 2016 dans le gouvernement Gentiloni jusqu'en juin 2018.
De 2009 à 2013, il est vice-président du Parti démocrate avec Marina Sereni.
Scalfarotto est ouvertement homosexuel.